# Niederbösa
Niederbösa ist eine Gemeinde im thüringischen Kyffhäuserkreis. Sie gehört seit dem 1. Januar 1996 zur Verwaltungsgemeinschaft Greußen.

## Geschichte
Prähistorische Spuren zeigen sich in der Bohlenkammer von Niederbösa.
Die historische Entwicklung des Ortes reicht bis in die Zeit der fränkischen Herrschaft zurück. Der Name wandelte sich vom im 8. Jahrhundert verwendeten Bisaha über Bösaha, Bysa über das im 13. Jahrhundert verwendete Nedernbesa bis zum heutigen Niederbösa. Bis 1918 gehörte der Ort zur Unterherrschaft des Fürstentums Schwarzburg-Sondershausen.

### Einwohnerentwicklung
Entwicklung der Einwohnerzahl (31. Dezember):
| - 1994 – 154 - 1995 – 158 - 1996 – 161 - 1997 – 163 - 1998 – 157 - 1999 – 158 | - 2000 – 151 - 2001 – 152 - 2002 – 155 - 2003 – 152 - 2004 – 155 - 2005 – 143 | - 2006 – 147 - 2007 – 143 - 2008 – 139 - 2009 – 139 - 2010 – 139 - 2011 – 133 | - 2012 – 132 - 2013 – 132 - 2014 – 130 - 2015 – 133 - 2016 – 132 - 2017 – 127 | - 2018 – 132 - 2019 – 129 - 2020 – 123 - 2021 – 119 |

Datenquelle: Thüringer Landesamt für Statistik

## Sehenswürdigkeiten

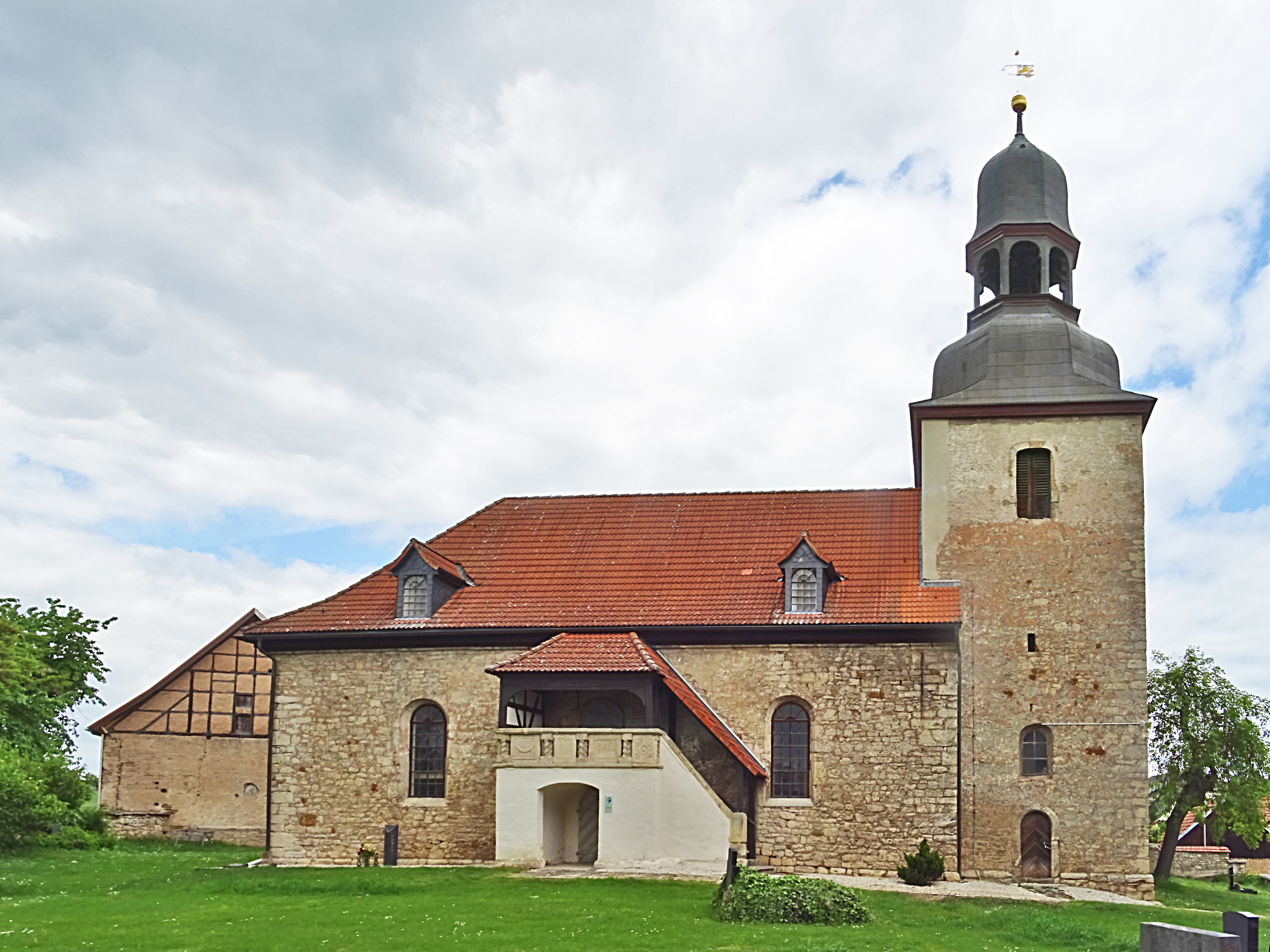
Kirche St. Georg in Niederbösa

- Dorfkirche: denkmalgeschützt und in gutem baulichem Zustand
- Tor- und Türbögen großer Bauernhöfe
- Bürgerhaus in Fachwerkbauweise

## Persönlichkeiten
- Johann Günther Friedrich Cannabich (1777–1859), Pfarrer in Niederbösa